# Blepharella grandis
Blepharella grandis là một loài ruồi trong họ Tachinidae.